# Cissampelopsis erythrochaeta
Cissampelopsis erythrochaeta là một loài thực vật có hoa trong họ Cúc. Loài này được C.Jeffrey & Y.L.Chen mô tả khoa học đầu tiên năm 1984.